# Joanna Olesińska
Joanna Olesińska, z d. Kościelny (ur. 5 listopada 1974) – polska lekkoatletka, specjalizująca się w skoku w dal, halowa mistrzyni Polski, reprezentantka kraju.

## Kariera sportowa
Była zawodniczką AKS Chorzów.
Na mistrzostwach Polski seniorów na otwartym stadionie wywalczyła cztery medale w skoku w dal, w tym trzy srebrne (1996, 1997 i 1998) i jeden brązowy (1994).
Na halowych mistrzostwach Polski seniorek wywalczyła w skoku w dal pięć medali, w tym złoty (2002), trzy srebrne (1996, 1997, 2001) oraz brązowy (1995).
Reprezentowała Polskę w I lidze Pucharu Europy w 1996, zajmując 3. miejsce w skoku w dal, z wynikiem 6,41.
Rekord życiowy w skoku w dal: 6,53 (23.07.1997).